# Obumierkowate

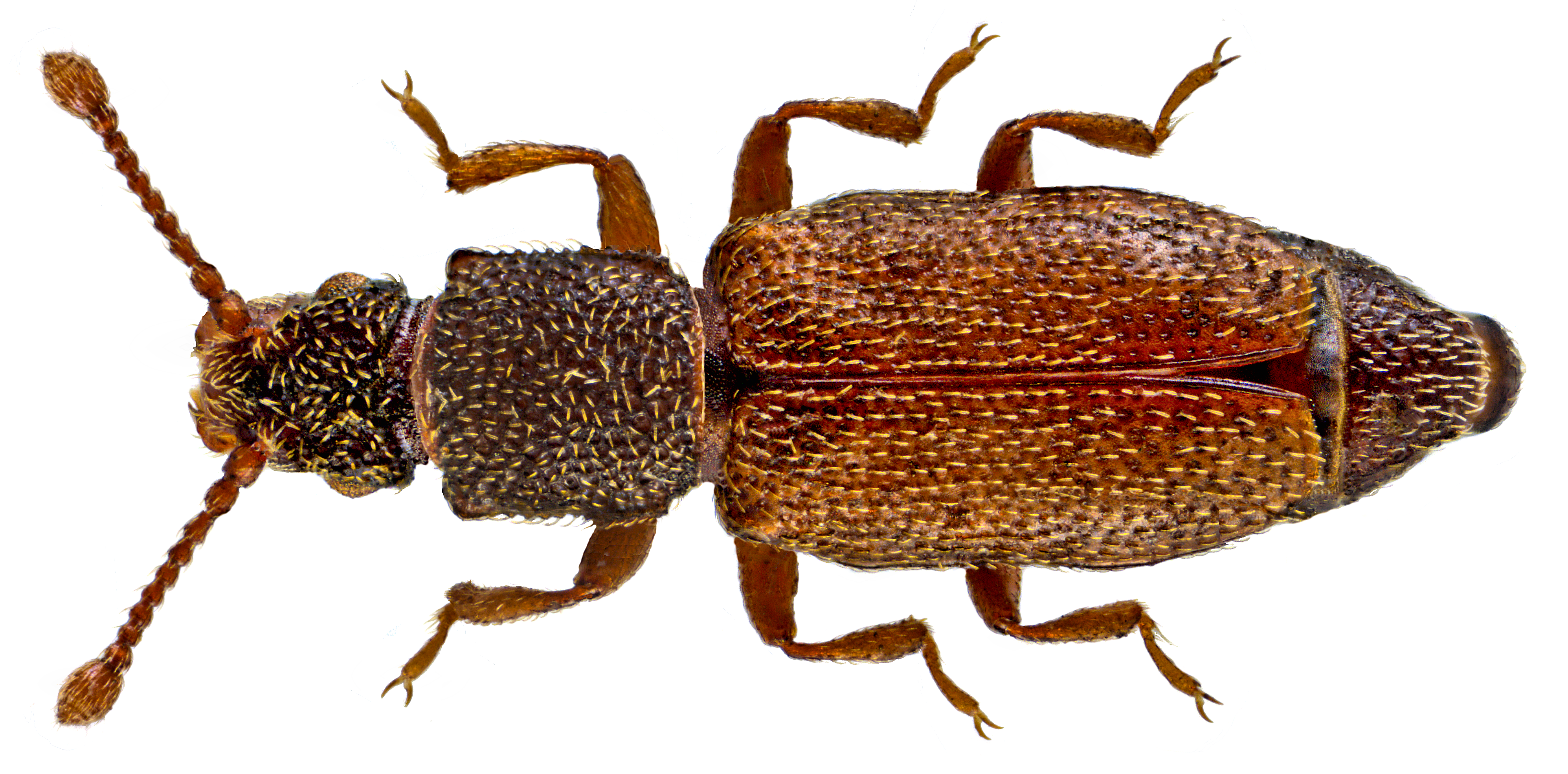
Monotoma bicolor

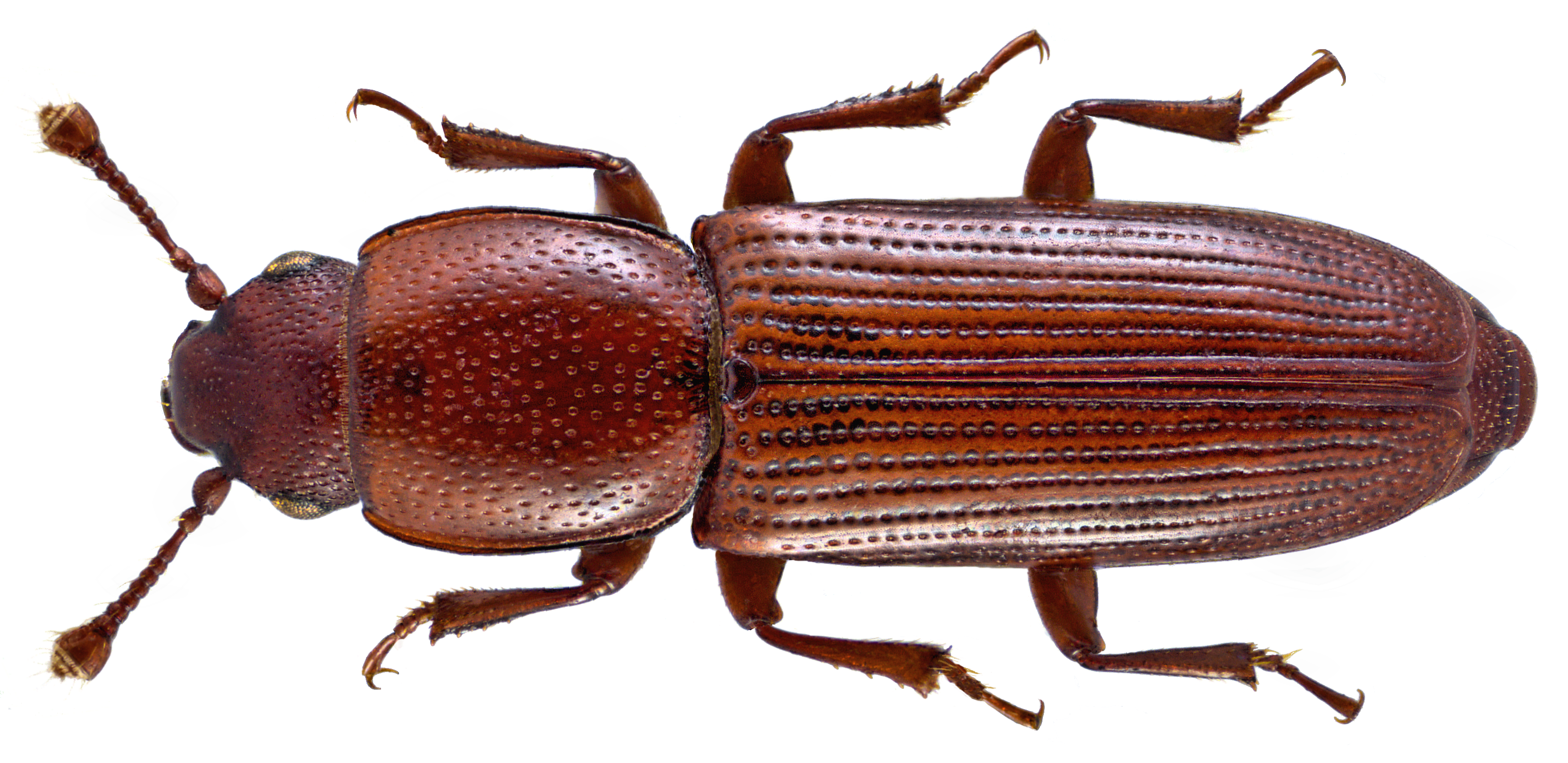
Rhizophagus ferrugineus

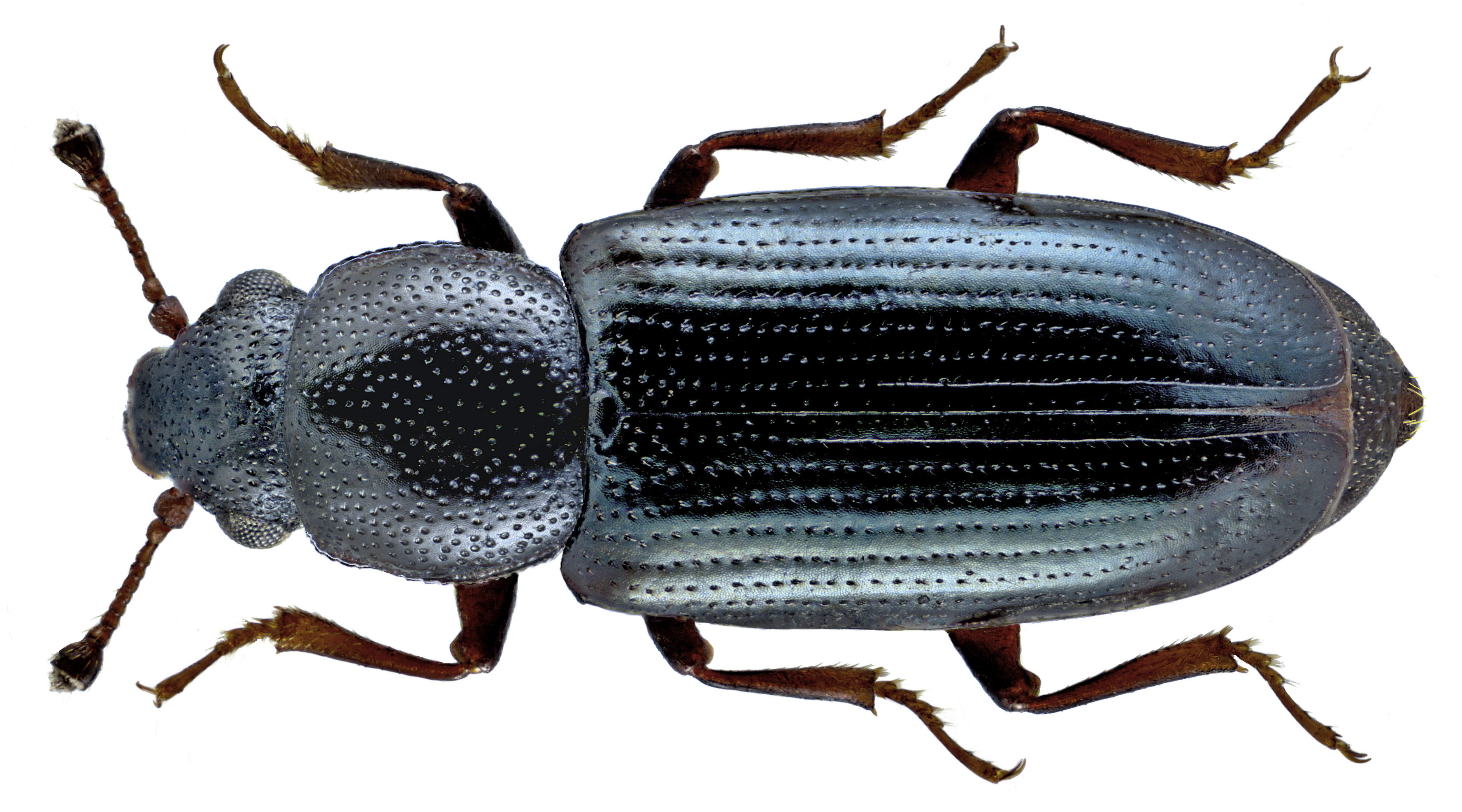
Cyanostolus aeneus

Obumierkowate (Monotomidae) – rodzina chrząszczy z podrzędu wielożernych.

## Zasięg występowania
Przedstawiciele obumierkowatych występują na całym świecie, najliczniej w strefie tropikalnej. Wiele gatunków zostało introdukowanych w rejonach w których wcześniej nie występowały.
W Polsce stwierdzono 24 gatunki.

## Budowa ciała
Osiągają 1,5 – 6 mm długości. Ciało wydłużone, zazwyczaj nieco spłaszczone (zwłaszcza u Monotominae). Niektóre gatunki mogą mieć ciało owalne w zarysie (Pycnotomina cavicolle), bądź bardzo silnie wydłużone (Thione sp.). Powierzchnia ciała naga, pokryta drobnymi włoskami bądź szerokimi, przypominającymi łuski. Głowa stosunkowo duża. Żuwaczki i głaszczki dobrze rozwinięte, lecz zwykle niewidoczne w widoku od góry. Oczy słabo, do mocno wypukłych. Przedplecze duże, wydłużone lub kwadratowe, o powierzchni gładkiej i drobno punktowanej lub częściej silnie wyrzeźbionej. Scutellum dobrze baź słabo widoczne. Pokrywy wydłużone, zazwyczaj o długości równej bądź większej od łącznej długości głowy i przedplecza. Ich końce, nieznacznie zaokrąglone i czasem rozdzielone, zazwyczaj nie sięgają końca odwłoka; u wielu rodzajów samice mają odsłonięty jeden tergit, samce zaś – dwa. Powierzchnia pokryw zazwyczaj punktowana lub żeberkowana, czasem owłosiona z włoskami ułożonymi bezładnie bądź w podłużnych rzędach. Odwłok z 5 widocznymi sternitami, pierwszy z nich o długości równej długości dwóch następnych. Czułki krótkie, buławkowate, złożone z 11 segmentów z których 2 ostatnie tworzą buławkę (segmenty 10 i 11 są zrośnięte, więc buławka często sprawia wrażenie jednosegmentowej). U wielu gatunków z podrodziny Monotominae czułki pogrubiają się w stronę wierzchołka. Nogi zwykle krótkie i mocno zbudowane, z goleniami często rozszerzającymi się ku wierzchołkowi i ząbkowanymi po zewnętrznej stronie. Wzór stopowy waha się od 5-5-5 do 4-4-4, często u samców wynosi on 5-5-4, podczas gdy u samic 5-5-5.
U wielu gatunków występuje dymorfizm płciowy widoczny w kształcie głowy i przedplecza, goleni środkowych oraz tylnych nóg (u samców są one często zakrzywione) oraz sternitów odwłoka.
Larwy mają ciało wydłużone i cylindryczne, spłaszczone o równej szerokości na całej długości, słabo zesklerytyzowane. Głowa okrągła i gwałtownie zwężająca się ku wąskiej szyi. Po jej bocznej stronie, mniej więcej równolegle do bocznych brzegów, biegnie para charakterystycznych grzebieni. Cecha ta jest charakterystyczna dla tej rodziny, pozwalająca odróżnić larwy obumierkowatych od larw innych zgniotków. Żuwaczki zwykle dobrze rozwinięte. Nogi krótkie. Dziewiąty segment odwłoka ma pokryte szczeciną guzki oraz parę przysadek bądź podłużnych wyrostków. Ubarwienie zwykle białe do bladożółtego z widocznymi granicami segmentów oraz ciemniejszą głową.

## Biologia i ekologia
Biologia poznana jedynie częściowo. Żyją pod korą, w wilgotnym próchnie, w ściółce, kompoście, gniazdach ssaków lub ptaków, odchodach itp. Niektóre gatunki są synantropijne, inne zasiedlają mrowiska (a przynajmniej jeden gatunek – gniazda pszczół). Są gatunki żyjące pod ziemią, przynajmniej przez część cyklu życiowego. Kilka gatunków z rodzaju Rhizophagus żyje w tunelach innych gatunków saproksylicznych. Larwy często żyją w martwym drewnie bądź rozkładającej się roślinności. Przedstawiciele tej rodziny są drapieżnikami bądź żywią się grzybami.

## Znaczenie dla człowieka
Niektóre gatunki z tej rodziny bywają używane w biologicznych metodach kontroli liczebności szkodników. Na przykład Rhizophagus grandis został sprowadzony do Wielkiej Brytanii w celu kontroli populacji bielojada olbrzymiego na plantacjach świerka.

## Systematyka
Do obumierkowatych zaliczanych jest około 260 gatunków zgrupowanych w 36 rodzajach i 2 podrodzinach:
- Rhizophaginae
- Monotominae